# قلعه رجبه
قلعه رجبه مربوط به سده ۵ - ۸ ق است و در شهرستان درگز، ۷ کیلومتری جنوب روستای دودانلو واقع شده و این اثر در تاریخ ۲۴ آبان ۱۳۸۵ با شمارهٔ ثبت ۱۶۳۲۳ به‌عنوان یکی از آثار ملی ایران به ثبت رسیده‌است.